# Amástris (filha de Oxatres)
Amástris ou Améstris (? — ca. 284 a.C.) foi uma sobrinha de Dario III, casou-se com Crátero e com Lisímaco, generais de Alexandre, e com Dionísio, tirano de Heracleia Pôntica. Ela foi mãe de dois tiranos de Heracleia e, possivelmente, de Alexandre, filho de Lisímaco.

## Família
Amástris era  filha de Oxatres, irmão de Dario III. Dario era filho de Arsames  e Sisigambis. Ela era prima de Estatira II, filha de Dario que Alexandre tomou por esposa após ter matado seu pai; elas foram criadas juntas e eram muito amigas.

## Casamentos com Crátero e com Dionísio
Quando Alexandre se casou com Estatira, ele deu Amástris em casamento a Crátero, mas quando Crátero casou-se com Fila, filha de Antípatro, Amástris, com o consentimento de Crátero, foi viver com Dionísio, tirano de Heracleia Pôntica. Dionísio era filho de Clearco, tirano de Heracleia Pôntica.
Dionísio e Amástris tiveram dois filhos, Clearco e Oxatres e uma filha com o mesmo nome da mãe. Quando Dionísio estava quase morrendo, deixou Amástris no governo, como guardiã dos filhos.

## Casamento com Lisímaco
A cidade prosperou, pois Antígono Monoftalmo protegeu os interesses dos filhos de Dionísio e seus cidadãos. Quando os interesses de Antígono se voltaram para outros assuntos, Lisímaco tomou conta de Heracleia, casando-se com Amástris, por quem ele era muito apaixonado.  Lisímaco deixou Amástris governar Heracleia, porém mais tarde largou-a por Arsínoe, filha  de Ptolemeu Filadelfo.
De acordo com algumas fontes, Alexandre, filho de Lisímaco, era filho de Amástris; por outras fontes, ele era filho de uma mulher do Reino Odrísio.

## Morte
Quando Clearco tornou-se adulto, assumiu o governo da cidade, mantendo-se como aliado a Lisímaco. Quando Lisímaco lutou contra os getas, Clearco estava com ele, e foi capturado junto de Lisímaco.
Clearco e Oxartes foram colocados no governo de Heracleia, mas não seguiram os passos do seu pai, cometendo vários crimes, inclusive o assassinato da própria mãe, Amástris, morta no mar quando seu barco afundou.
Lisímaco, agora rei da Macedónia, ainda tinha afeição por Amástris, veio a Heracleia como que para confirmar a sucessão, e executou os dois irmãos, primeiro Clearco e depois Oxartes, levando os tesouros e restabelecendo a democracia.